# Errembault

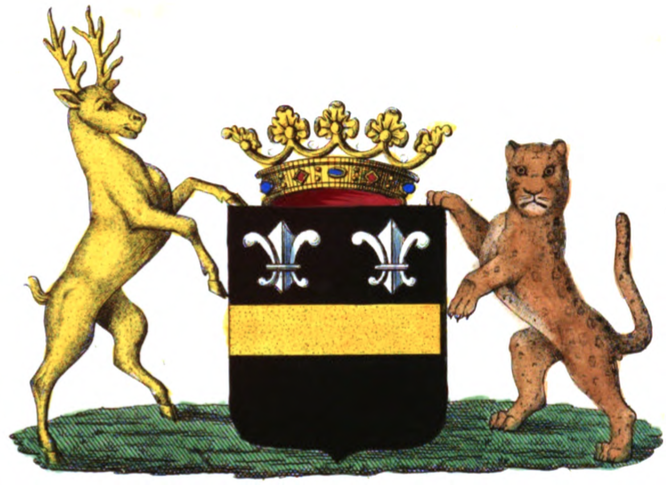
Wapen van de families Errembault

Errembault of Erembald is een familie van Zuid-Nederlandse adel, oorspronkelijk behorende tot het graafschap Vlaanderen.

## Geschiedenis

### De eerste Errembaults
De eerste Erembald die bekendheid verwierf, was, in de elfde eeuw, kastelein van Veurne. Zijn zoons rezen hogerop, als hovelingen bij graaf Robrecht de Fries. Bertulf werd deken van het kapittel van Sint-Donaas en kanselier van Vlaanderen. Robrecht en Haket werden burggraaf van Brugge. De moord die ze beraamden op graaf Karel de Goede had als gevolg dat heel wat leden van de familie werden terechtgesteld. Haket bleef gespaard en gedurende de hele twaalfde eeuw bleven nakomelingen heer van Dudzele.
De hele genealogie van de Errembaults, vanaf 1026, werd opgesteld door de benedictijn Dom Caffiaux, op verzoek van Denis-Joseph Errembault. Het handschrift wordt in de familie bewaard maar is slechts gedeeltelijk gepubliceerd.
Einde veertiende, begin vijftiende eeuw was Jean Errembault of zijn zoon Willem II Errembault, in 1406 luitenant van de provoost van Montreuil-sur- Mer.
In de zestiende eeuw treft men Errembaults aan in Vlaanderen en Henegouwen. Sommigen onder hen werden calvinist, terwijl anderen katholiek bleven. Colart Errembault was in 1514 algemeen baljuw van de  abdij van Sint-Bertinus in Saint-Omer. Antoine Errembault werd in 1560 gedoopt in de parochie Koolkerke. In 1590 vestigde een Adrien Errembault zich in Pottes bij Doornik. Onder de aartshertogen Albrecht en Isabella lijkt de familie zich volledig binnen de Zuidelijke Nederlanden te hebben hersteld.

### Bewezen stamreeks
De bewezen stamreeks voert, volgens Houtart, terug tot een Adrien Errembault, schepen, die voor het eerst vermeld wordt in 1559. Zijn nageslacht had bestuursfuncties, onder wie Lodewijk Errembault (1625-1694), die in de adel bevestigd werd.
- In 1657 werd de hier genoemde Lodewijk Errembault, raadpensionaris van Doornik, raadsheer en rekwestmeester in de Grote Raad van Mechelen, een ambt dat indien nodig erfelijke adeldom verleende. In 1668 werd hij benoemd tot president van de Raad van Vlaanderen, hetgeen eveneens, indien nodig, opname in de erfelijke adel verzekerde.
- In 1774 verleende keizerin Maria Theresia de titel graaf, overdraagbaar bij eerstgeboorte, aan Antoine-Joseph Errembault et d'Orroir (1741-1788), de laatste heer van Dudzele.
- In 1822, onder het Verenigd Koninkrijk der Nederlanden, verkreeg Denis-Joseph Errembault du Mesnil et du Coutre erkenning in de erfelijke adelstand.
- In 1868, onder het koninkrijk België, verkreeg Gaston Errembault de Dudzeele, erfelijke adelserkenning, met de titel graaf.

## Genealogie
De zeldzaamheid van de naam Erembald - Errembault en het bekend blijven doorheen de eeuwen van noemenswaardige naamdragers, evenals hun betrokkenheid bij de heerlijkheid Dudzele, pleiten voor het tot dezelfde familie behoren van de naamdragers vanaf de elfde eeuw. Deze opvolging wordt binnen de familie voorgehouden, hoewel dit nog verdere opzoeking zou vergen. De bewezen adellijke tak is bekend vanaf de zeventiende eeuw tot heden. 
- Lodewijk Errembault (1625-1694), x Marie van der Beken (1629-1712), vrouwe van Coutre.
  - Gilles-François Errembault (1657-1793), x Marie-Claire le Cappellier (1655-1733).
    - Louis-Phlippe Errembault (1693-1729), heer van Dudzele, x Marie-Thérèse van der Beken († 1743).
      - Denis Errembault (1720-1756), heer van Dudzele, x Leopoldine de Ayasasa (1717-1746), gravin van Orroir.
        - Antoine, graaf Errembault de Dudzeele et d'Orroir (1741-1788) x Léopoldine de Ayasasa (1743-1776).
          - Guillaume Errembault de Dudzeele et d'Orroir (1768-1805), x Marie-Antoinette Paternostre (1763-1827).
            - Edouard Errembault de Dudzeele et d'Orroir (1789-1820) (zie hierna).
            - Charles-Louis Errembault de Dudzeele (1793-1865), x Caroline Dubois (1790-1866). Charles was gemeentelijk ontvanger in Doornik en burgemeester van Grandmetz.
              - Antoine Errembault de Dudzeele (1819-1888) (zie hierna).

  - Laurent Errembault (° 1669), heer van Coutre, x Marguerite de la Motte-Baraffe.
    - Denis Errembault (1702-1788), heer van Coutre en Maisnil, x Marie-Alexine de Gaest (1709-1756).
      - Denis-François Errembault (1730-1792), heer van Coutre en Maisnil, x Marie-Antoinette de Formanoir (1736-1777). Hij was erfelijk maarschalk van de streek van Boulogne.
        - Denis-Joseph Errembault du Maisnil et du Coutre (1766-1841) (zie hierna).

### Edouard Errembault de Dudzeele et d'Orroir
- Edouard Guillaume Errembault de Dudzeele et d'Orroir (Doornik, 20 september 1789 - verdronken op zee, tijdens zijn terugkeer van Batavia naar Nederland, geregistreerd in Hellevoetsluis, 17 september 1830) werd luitenant-kolonel in het Nederlands leger, gedetacheerd in Nederlands-Indië. In 1822 werd hij erkend in de erfelijke adel, met de titel graaf overdraagbaar bij eerstgeboorte. Hij was getrouwd in 1813 met Amélie Dubois (1792-1845) en ze hadden een dochter en een zoon. 
  - Antoinette Errembault (1817-1900) trouwde in 1837 met baron en luitenant-kolonel Hyacinthe d'Oldenneel (1809-1849). Na het mislukte vooruitzicht van het in het huwelijk treden met Gustave Fougnies, hertrouwde de weduwe in 1857 met luitenant-kolonel Pierre Lagrange (1804-1884).[1]
  - Gaston-Guillaume Errembault de Dudzeele et d'Orroir (1821-1901), die de grafelijke titel erfde van zijn vader, werd stationschef in Grandmetz, waar hij in 1844 trouwde met Hortense de Paris (1818-1878). Ze hadden twee dochters:
    - Antoinette Errembault (1845-1888), trouwde met Eugène Boulvin (1827-1880) en hertrouwde in 1887 met Pierre-Joseph Leclercq (°1829).
    - Leopoldine Errembault (°1846) trouwde in 1879 met de weduwnaar Alexis Cheruy, brievenbesteller (1838-1879).

Hiermee werd de steile maatschappelijke neergang van deze familietak onderstreept. Met Gaston doofde deze tak in de mannelijke lijn uit. De huwelijken van de dochters bleven, zover men kan nagaan, kinderloos.

### AntoineGastonErrembault de Dudzeele
- Graaf Antoine Guillaume Joseph Gaston Errembault de Dudzeele (Doornik, 16 oktober 1819 - Sint-Petersburg, 6 februari 1888) trouwde in 1846 in Wenen met gravin Marie-Hélène d'Abensperg und Traun (1824-1899). Hij werd Belgisch diplomaat en gevolmachtigd minister. In 1868 verkreeg hij adellijke erkenning met de persoonlijke titel graaf. In 1878 werd de titel overdraagbaar op alle afstammelingen.
  - Graaf Gaston Errembault de Dudzeele (1847-1929), gevolmachtigd minister, trouwde met Hélène Vanderheyden à Hauzeur (1849-1900).[2]
    - Valentine Errembault de Dudzeele (1875-1969) trouwde met graaf Carlo Sforza (1872-1952), illuster verzetsman en antifascist, Italiaans senator, ambassadeur, minister van Buitenlandse Zaken.
      - Sforza-Galeazzo Sforza (1916-1977), adjunct secretaris-generaal van de Raad van Europa.

    - Graaf Gaston Hugues Errembault de Dudzeele (1877-1961) trouwde in 1920 met Nathalie Constantinovitch (1882-1950), voordien de echtgenote van de erfprins van Montenegro Mirko Niégoch (1879-1918), van wie ze scheidde. Twee dochters Errembault, de gravinnen Hélène (1921-2006) en Anne-Marie Errembault de Dudzeele (1922-1984), trouwden met Franse burgers. Deze familietak stierf uit bij de dood van Gaston-Hugues.

### Denis Errembault du Maisnil et du Coutre
- Denis Joseph Guislain Errembault du Maisil et du Coutre (Doornik, 19 november 1766 - Brasménil, 6 december 1841), erkend in de erfelijke adel in 1822,  trouwde met Aimée Hoverlant (1771-1831) en ze kregen acht kinderen.
  - Adolphe Errembault du Maisnil et du Coutre (1797-1868), burgemeester van Brasmenil, trouwde met Antoinette Maelcamp (1803-1864).
    - Joseph Errembault du Maisnil et du Coutre (1831-1879), burgemeester van Brasmenil, trouwde met Elisabeth Le Vaillant (1840-1917).
      - Adolphe Errembault du Maisnil et du Coutre (1871-1908) trouwde met Madeleine de Diesbach de Belleroche (1879-1939).
        - Denis-Joseph Errembault du Maisnil et du Coutre (1905-1976) trouwde met Eliane Dutheil de la Rochère (1905-2002), ze hadden zes kinderen, met (talrijke) afstammelingen tot heden.
          - Denis-Joseph Errembault du Maisnil et du Coutre (°1931) trouwde met barones Beatrice Coppens d'Eeckenbrugge (°1931), van wie drie kinderen.
          - Hubert Errembault du Maisnil et du Coutre (°1933) trouwde met gravin Régine de Looz-Corswarem (°1938), van wie vier kinderen.
          - Paul Errembault du Maisnil et du Coutre (°1937) trouwde met Nicole Francis (°1944), van wie drie kinderen.
          - Michel Errembault du Maisnil et du Coutre (°1939) trouwde met Bénédicte de Froissard de Broissia (°1945), van wie vijf kinderen.
          - Jacques Errembault du Maisnil et du Coutre (°1948) trouwde met Danièle Moretus Plantin de Bouchout (°1947), van wie vijf kinderen.

        - Frédéric Errembault du Maisnil et du Coutre (1907-1991) trouwde met barones Yvonne d'Huart (1912-2001). Ze kregen vijf kinderen, vier dochters en een zoon Jean (°1935), die ongehuwd bleef.

## Voetnoten
1. ↑  Vanaf 1850 bewoonde Antoinette, het kasteel van Grandmetz. Arm geworden, verkocht ze het kasteel aan de rijke burger Gustave Fougnies, die haar tevens een huwelijksaanzoek deed, dat ze aanvaardde. Dit was de aanleiding voor zijn schoonbroer, graaf Hippolyte Visart de Bocarmé, die een erfenis zag ontglippen, om hem te vermoorden.
2. ↑  Er zijn steeds hardnekkige geruchten geweest dat ambassadeur Gaston Errembault de natuurlijke vader was van Alexis (1882-1970) en zijn tweelingbroer Leon, geboren bij Marie-Barbe Dewigne (1860-1901), die dienstmeid was bij de familie Errembault en die nadien trouwde met Philippe Remi (1870-1941) die de twee jongens legitimeerde. Alexis Remi trouwde met Isabelle Dufour (1882-1946) en ze waren de ouders van Georges Remi (1907-1983), internationaal bekend onder de naam Hergé.